# 鍾繇
鍾 繇（しょう よう）は、中国後漢末期から三国時代の魏の政治家・書家。字は元常。豫州潁川郡長社県（現在の河南省許昌市長葛市）の出身。子は鍾毓・鍾会。弟は鍾演。

## 生涯

### 曹操に仕えるまで
若かりし頃、族父の鍾瑜に連れられ洛陽に赴く道中で人相見に出会った。曰く、「この子は貴人に上る相と水難の厄がある。努めて気をつけなさい」と。10里も進まぬ内に橋を渡ったが、馬が驚いて橋から落ち、危うく死ぬところだった。人相見の言が的中したことから、鍾瑜はいよいよ鍾繇を大事にし、学費を提供して学問に専念させた。孝廉に推挙され、尚書郎、次いで陽陵県令に任じられた。病のため官を去った後、改めて三公の府に招聘され、廷尉正・黄門侍郎を歴任した。
当時、献帝は長安にいたが、李傕・郭汜らが市街を乱し、関東とは断絶されていた。兗州牧となった曹操はこの時、初めて使者を送り、上書した。李傕らは拒絶しようとしたが、鍾繇が「曹兗州（曹操）だけが王室に心を寄せているのに、その忠心に逆らうのは、将来に希望を持てる方策ではありません」と諫言。これが受け入れられ、曹操は使節を通わすことができるようになった。元々曹操は荀彧から鍾繇を推薦されていた上に、また彼が李傕らを説得したことを聞き、ますます鍾繇への親しみを抱いた。
興平2年（195年）に献帝は長安を脱出、建安元年（196年）に曹操によって擁立されたが、鍾繇は献帝の長安脱出に貢献した。御史中丞、次いで侍中・尚書僕射となり、以前の功績も取り上げられ、東武亭侯に封じられた。

### 関中統治
山東（函谷関以東の地）での有事に臨んでいた曹操は、背後にあたる関中の馬騰・韓遂の存在を憂慮していた。そこで鍾繇を司隷校尉兼務とし、持節として関中諸軍の指揮権を与え、後のことを任せた。長安に到着した鍾繇は馬騰・韓遂を説得し、相争っていた彼らを和解させると共に、その子らを人質として参内させた。
建安5年（200年）の官渡の戦いに際しては2000頭余りの馬を軍に供給した。曹操は鍾繇に書簡を送り、「昔、蕭何は関中を鎮守し、食糧を満たし軍を整備したが、君の働きはそれにも匹敵する」と称えた。
建安7年（202年）、匈奴単于の呼廚泉が平陽で反乱を起こした。鍾繇はこれを包囲したが討伐が終わらぬ内に、袁尚配下の高幹と郭援（鍾繇の甥）が敵の救援に現れ、その勢いは甚だ盛んだった。諸将は撤退を望んだが、鍾繇は郭援の軽率な人柄を看破し、戦闘を継続。張既を派遣して馬騰を味方につけ、その息子の馬超率いる1万余の援軍を得た。郭援は周囲の諫止も振り切って軽率に汾河を渡り、馬超の軍がその最中に攻撃をかけ、大勝を収めた。馬超配下の龐徳により斬られた郭援の首級を見ると鍾繇は涙したが、龐徳から謝罪を受けると「郭援は甥と言えども国賊、君が何を謝ることがあるのか」と答えた。呼廚泉と高幹は降伏し、平陽の反乱は鎮圧された。その後、河東郡の衛固が反乱を起こすと、鍾繇はまた諸将を率いてこれを討伐した。
建安16年（211年）、鍾繇は漢中郡の張魯討伐を命じられたが、この時に関中の諸将に圧力をかけ、人質を取ることを提案した。関中の政務を担当していた衛覬はこれに反対したが、曹操は担当者である鍾繇の意見を採用した。しかし鍾繇がこれを実行すると、疑心を抱いた馬超・韓遂らが反乱を起こし、潼関の戦いへと突入した。一方で長安遷都以来、旧都洛陽の人口は激減していたが、鍾繇は関中の住民や逃亡者・反乱者を移住させて、洛陽の再興に臨んだ。この政策は曹操の関中征討時の助けとなった。

### 魏の重臣へ
前軍師に転任した後の建安18年（213年）、魏公の就任と九錫の授与を辞退する曹操に対し、受諾を勧める上奏文の一員に名を連ねた。魏が建国されると大理に、建安21年（216年）には相国に昇進したが、建安24年（219年）には魏諷の反逆に連座し、免職となった。
建安25年（220年）、曹丕が王位に即くと大理に復職。皇帝に即位すると廷尉・崇高郷侯となる。黄初4年（223年）、太尉・平陽郷侯に昇進。黄初7年（226年）、曹叡の即位に伴い太傅・定陵侯に昇進。500戸を加増され、領邑1800戸となった。この頃には膝の疾患を発症し、華歆もまた高齢で病を患っていたため、朝見の際は車で参内すること、虎賁により殿上に担ぎ上げられ着席することを許された。これは以後、三公に病がある時の慣例となった。
鍾繇は以前から、死刑の代替として肉刑（身体刑）を復活させることを主張していたが、太和年間に再度これを上奏。死刑に該当する罪を肉刑に置き換えることで年間3000人を救うことができ、これは仁の精神に適うと主張した。議論には百余人が参加したが、王朗を筆頭に反対する者が多く、曹叡は敵国の平定が先決とし、肉刑復活は先送りとされた。
太和4年（230年）4月、80歳で死去。成侯と諡され、子の鍾毓が後を継いだ。
正始4年（243年）7月、魏帝曹芳の時代、他の功臣19名と共に曹操の廟庭に祀られた。

### 評価
鍾繇・華歆・王朗を三公に就任させた曹丕は「この三公は一代の偉人、後世でこれを継ぐことは難しいだろう」と称賛した。
廷尉として裁判に当たると優れた洞察力に基づいて法を運用し、裁きの見事さを王朗と共に称えられた。『三国志』の編者である陳寿は、その評で鍾繇を「道理に通じ、司法の才があった」としている。

## 一族
『新唐書』の「宰相世系表」は、鍾繇の先祖を秦末から楚漢戦争期の将軍鍾離眜とする。眜の次男の鍾離接が潁川郡長社県に移住し、鍾離から一字省いて鍾氏に改姓したとし、鍾接の子孫の鍾皓、その子鍾迪、孫の鍾繇と列挙する。『後漢書』鍾皓伝でも鍾皓の孫を鍾繇とし、その注に引く『海内先賢伝』で鍾繇の父を鍾迪とする。『三国志』鍾繇伝注の『先賢行状』でも鍾皓・鍾迪の父子関係は記されるが、鍾繇については「鍾迪の孫」としている。
妻の孫氏・賈氏・張昌蒲の存在は、『三国志』鍾会伝の注に引く、鍾会が母の張昌蒲のために記した伝記にて伝わる。その伝記によると、鍾繇の正室には孫氏がいたが、聡明な張昌蒲に嫉妬して食事に毒を盛ったことが露呈し、離縁されたという。その後に鍾繇は賈氏を正室として娶った。また同じく鍾会伝注の『魏氏春秋』では、曹丕に夫人との復縁を命じられた鍾繇は憤激し、鴆毒を入手しようとしたが叶わず、代わりに山椒を食べて口がきけなくなり、曹丕に命令を撤回させたという。
嫡子の鍾毓は後将軍・都督荊州諸軍事にまで上り、 景元4年（263年）に死去。庶子の鍾会は蜀漢平定に貢献する大功を立てたが、景元5年（264年）、彼の地にて反乱を企て、敗死した。鍾毓の子で、鍾会が養育していた鍾峻・鍾辿も連座し、死刑に該当したが、鍾繇・鍾毓の功績をもって恩赦された。

## 逸話
自身を推挙した荀彧を尊敬し、彼を顔回に準え、自分は到底及ばないと述べていた。その理由を問われて曰く。「太祖（曹操）の聡明さを持ってしても、大事有る毎に、常に荀君（荀彧）に相談しておられた。我等は命を受けて行動するが、それでもなお任を尽くせない時がある。その差のなんと遠いことか」
荀彧の従子の荀攸とは友人関係にあったが彼にも敬意を払い、「私が繰り返し思慮を巡らし、自分では変更の余地がないと思った事柄について公達（荀攸の字）に相談しても、その意見は人の上を行くのが常だった」と評していた。年下の荀攸は先に没したが、鍾繇はその家族の面倒を見た。荀攸の没後、鍾繇は自分だけが知る彼が立てた奇策を編集していたが、未完の内に鍾繇も没し、それらは後世に伝わらなくなったという。
元司徒の趙温が没した時、元部下の吉黄が法に背いて葬儀に駆けつけたが、鍾繇は彼を逮捕し、処刑した。吉黄の弟の吉茂はこれを怨んだが、その年の末に鍾繇の推挙を受けると、吉茂は人々の予想に反しこれに応じた。後に同族の吉本が乱を起こし、吉茂はそれに連座して逮捕されるが、鍾繇が彼らの血縁が遠く離れていることを証明したため、連座を免れた。
『春秋左氏伝』を好む鍾繇と、『春秋公羊伝』を好む厳幹はしばしば議論を交わしたが、その議論においては能弁な鍾繇が、訥弁な厳幹に勝った。鍾繇は「公羊高が左丘明（それぞれの書の作者）に屈服した」と勝ち誇ったが、厳幹から「元部下が上司に服しただけで、公羊は頭を下げておりません」と言い返された。その他、許靖が頭の回転の速い張裔を称え「鍾元常（鍾繇）の仲間」と評していることからも、鍾繇の頭の回転の速さは伝わる。
ある時、鍾繇は数ヶ月間に渡って朝礼に出てこなくなり、人柄が普段と異なっていた。ある人がその理由を尋ねたところ、「毎日、格別美人な女性がやってくる」と答えた。尋ねた人は、「それは絶対幽鬼に違いない。殺さなくては」と言った。その後、鍾繇の元にはまた女がやってきたが、家の中には入らず、門外で立ち止まった。どうしたのかと尋ねると、女は「あなた様から殺意が感じられます」と答えた。鍾繇はまた「そんなことはない」と答え、彼女を家に招き入れた。彼女に対し恨みがましい気持ちがありながら、また憐みの心も生じていた。それでも女を斬りつけたが、太股に傷をつけただけであった。女はすぐに家を飛び出し、新しい綿で血を拭い、そのまま逃げて行った。翌日、鍾繇が人に血痕を辿らせたところ、大きな墓に至った。棺桶の中には美しい女がいて、その姿は生きている人のようであった。白い絹衣をまとい、赤い刺繍の打ち掛けを羽織っていた。左の太股が傷ついており、打ち掛けの綿で血を拭った跡があった。

## 三国志演義における鍾繇
小説『三国志演義』では、馬超の長安襲撃時、同地の太守として登場する。馬岱との一騎打ちとなるが、1合も戦わずに敗走。その後は守備に徹するが、策謀により油断して城内への侵入を許し、潼関まで撤退。弟の鍾進（架空の人物）は龐徳に討たれた。その後は史実に近い形で魏の重臣を歴任。曹叡の時代、諸葛亮の北伐に対し曹真は連敗し、当時の魏では抗える者がいなかったが、鍾繇は一族の命を賭け、流言により失脚していた司馬懿の再登用を進言した。

## 書家として

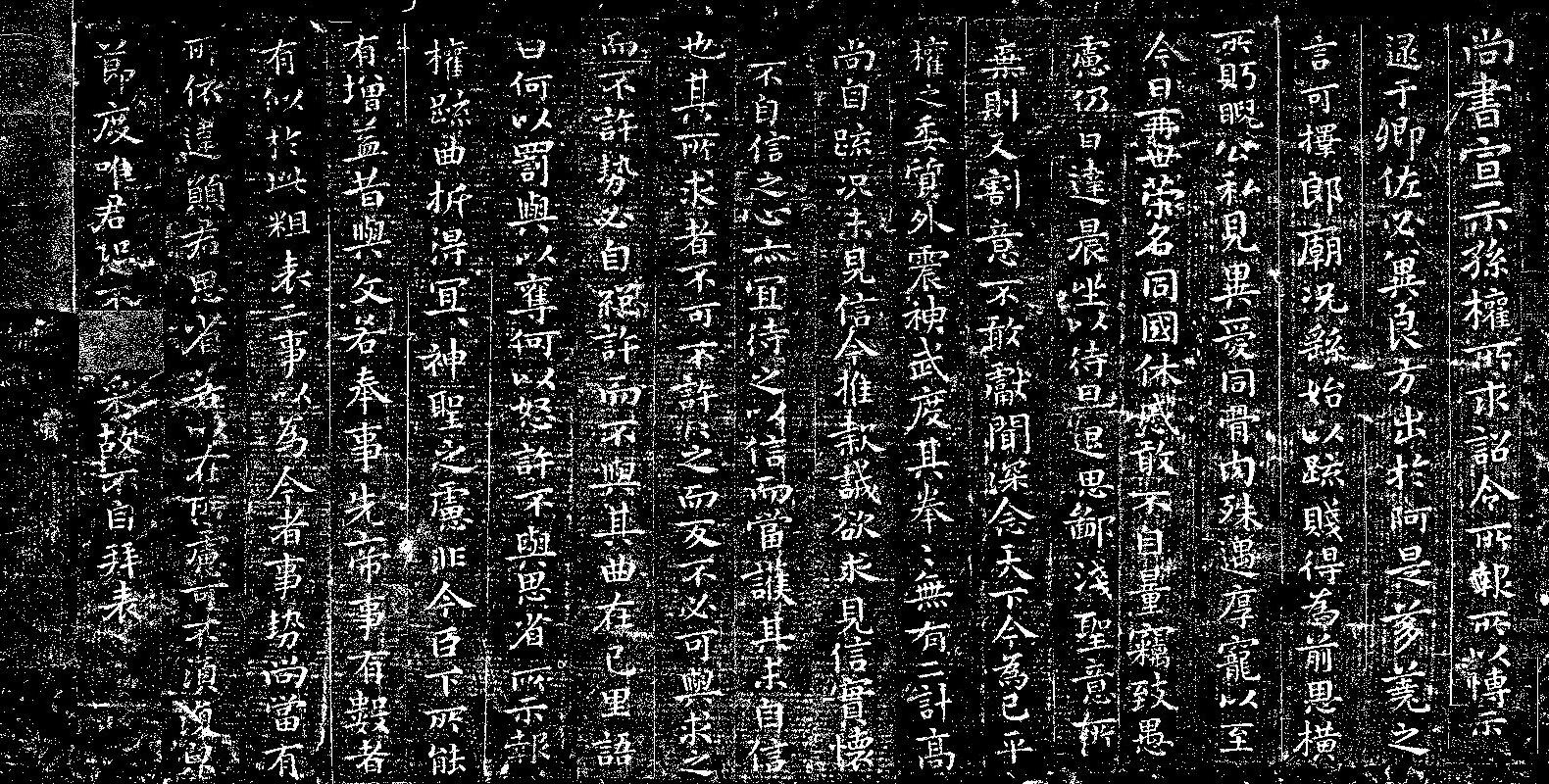
鍾繇楷書作品《宣示表》宋拓本

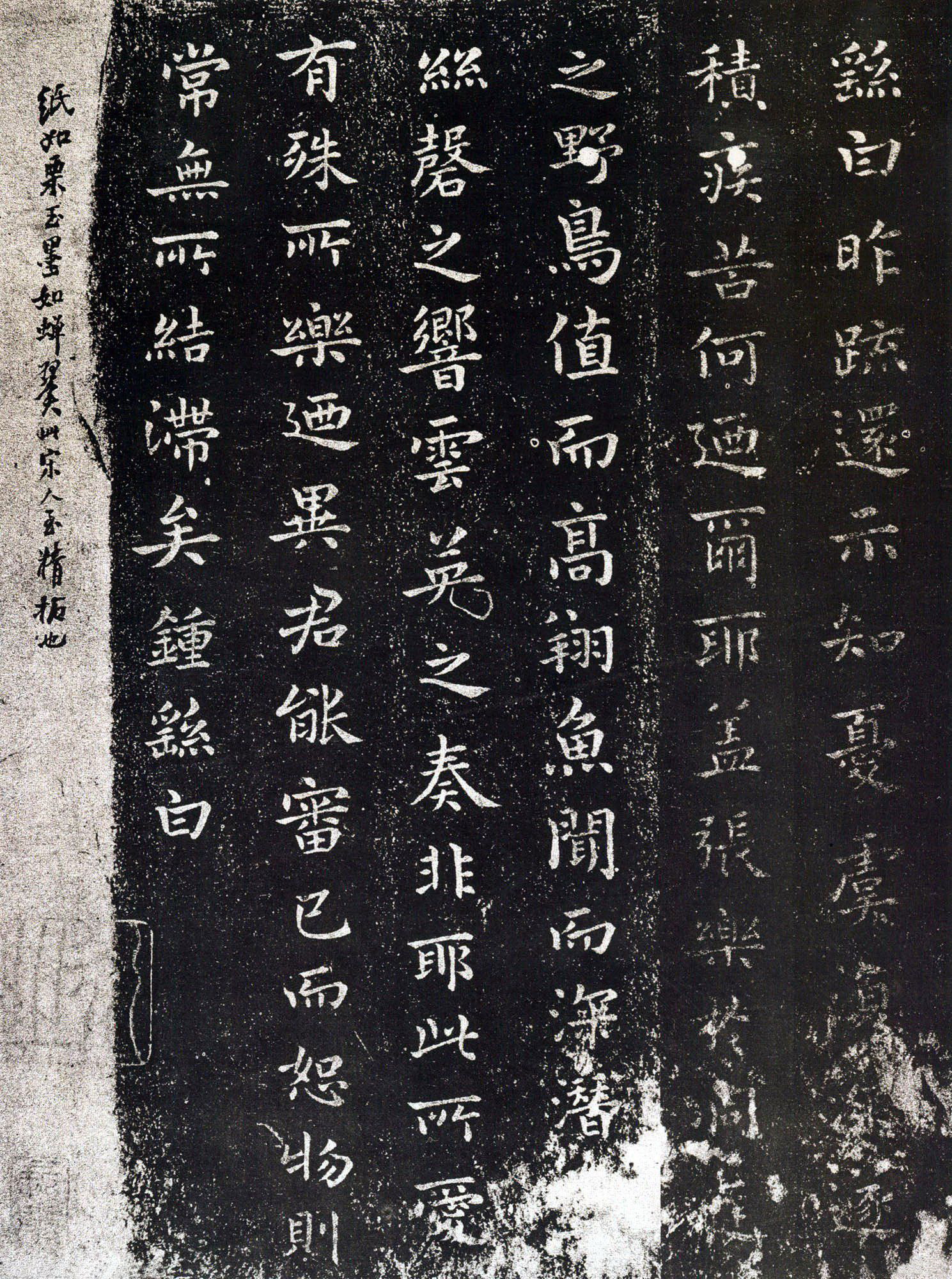
鍾繇楷書作品《還示帖》宋拓本

書家としても小楷の書法でその名を残しており、隷書と行書に長じた。楷書が特に有名だが、三国時代には楷書という言葉がなく、後世の書家によって楷書に当てはめられたもので、隷書と楷書の中間のような書体である。これを指して鍾繇体と呼び、書聖王羲之をはじめ現代に至るまで、多くの書家に学ばれている。作品には『急就章』『薦季直表』『宣示表』『賀捷表』『墓田丙舎帖』『上尊号奏』などがある。